# Herrenhaus Buchholz

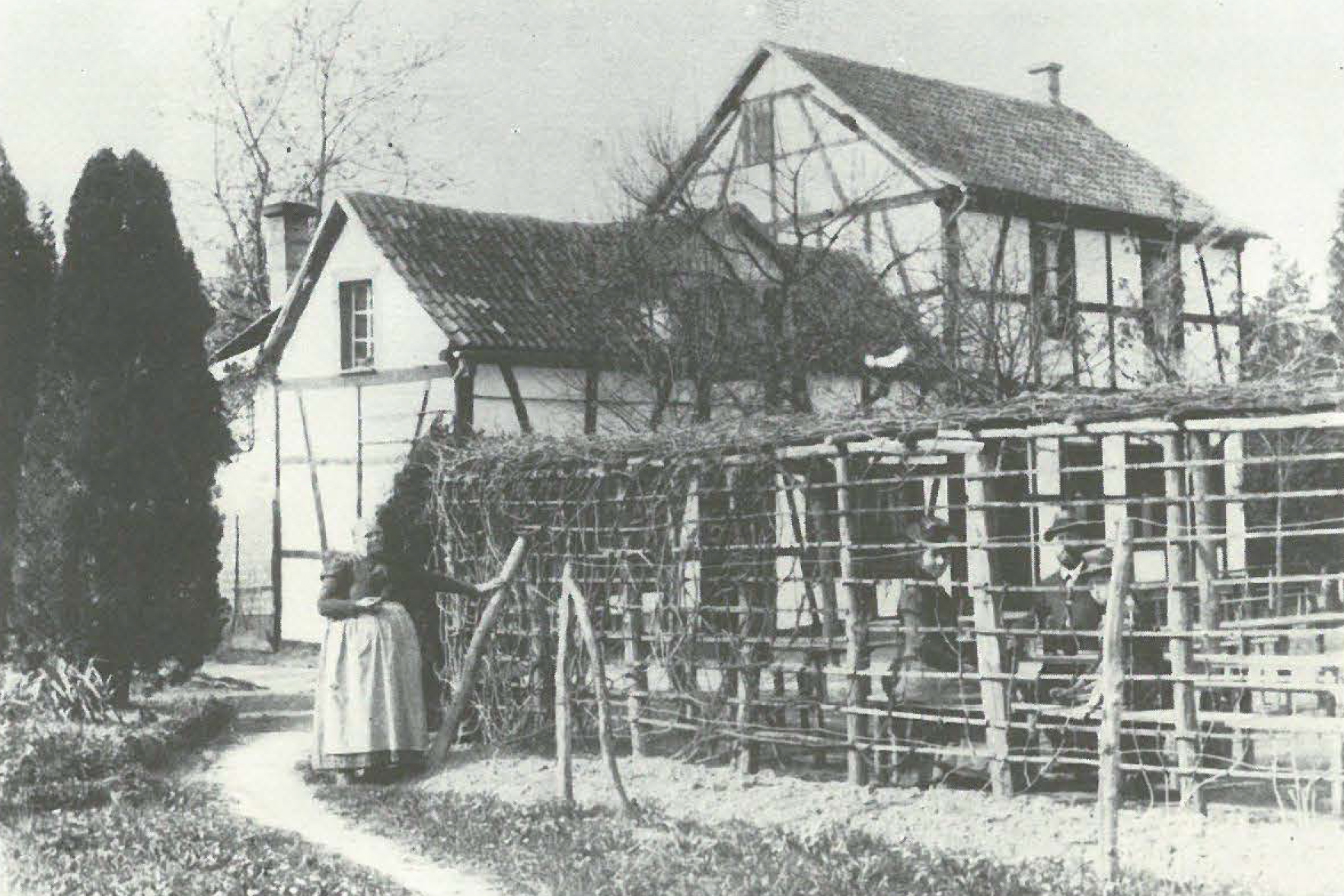
Herrenhaus Buchholz 1890

Das Herrenhaus Buchholz ist ein Gebäude in Alfter im nordrhein-westfälischen Rhein-Sieg-Kreis. 

## Geschichte

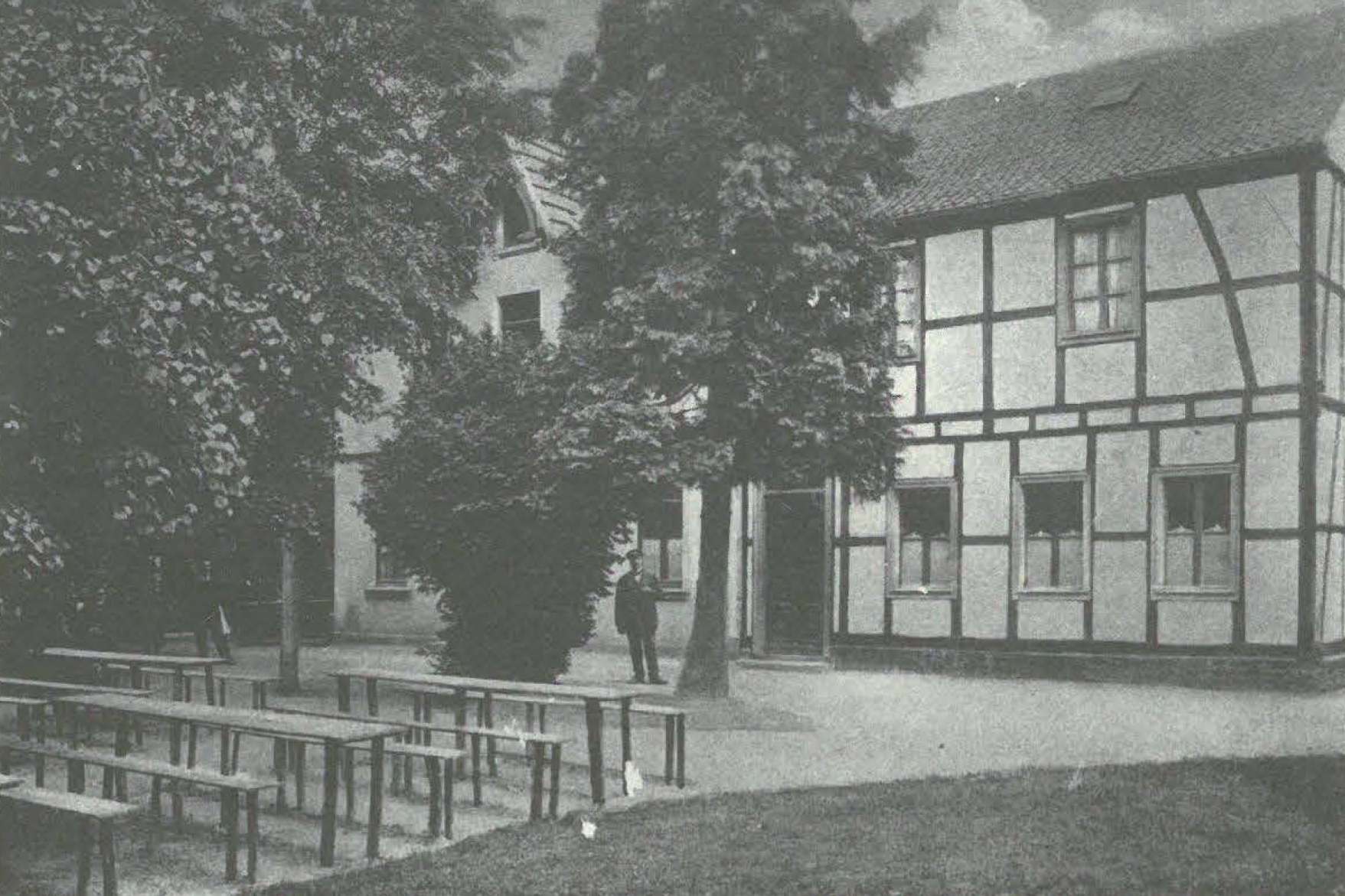
Waldrestaurant Buchholz 1920

Das Haus wurde 1858 auf der Höhe des Vorgebirgsrückens errichtet und bestand zunächst aus einer kleinen Ackerlandschaft mit selbstgebauten Gartenlauben. Dort wurden Backwaren, Kaffee und Kaltgetränke insbesondere an Ausflügler der Umgebung verkauft. Aufgrund der Epoche der Rheinromantik und der Aussicht auf das nahegelegene Siebengebirge hatte das Haus Mitte des 19. Jahrhunderts zahlreiche Besucher. Fortan wurde das Anwesen „Das Buchholz“ genannt. Es erlebte in den 1930er Jahren seine Blütezeit als Ausflugsziel für den Kölner und Bonner Raum. Zu dieser Zeit wurde ein Tanzsaal in Form eines Pavillons erbaut. Nach Kriegsende verlor das Haus zunehmend an Bedeutung und verfiel.
1970 wurde die Gaststätte von der Gastwirtfamilie Marlies und Christian Dreesen, die von 1960 bis 1977 das Kaffeehaus Krimmling in Bonn betrieb, übernommen. Zu dieser Zeit entstand der Begriff des „Herrenhaus Buchholz“. Seitdem wurde das Herrenhaus Buchholz oftmals als Rückzugsort von den Bonner Politikern genutzt, die dort diskret tagen und über eine Hintertür in einen Restaurant- und Besprechungsraum gelangen konnten. Zahlreiche Größen der Bonner Republik wie Hans-Dietrich Genscher, Otto Graf Lambsdorff oder Helmut Kohl waren regelmäßige Gäste. Hier wurde die schwarz-gelbe Koalition ausgehandelt und Helmut Kohl feierte dort seinen Wahlsieg zum Bundeskanzler am 1. Oktober 1982.
Nach dem Regierungsumzug im Jahr 1999 nach Berlin wurde es unter anderem als Schulungszentrum und als Bürositz einer Investmentfirma genutzt. Ab 2012 stand es zwei Jahre leer.

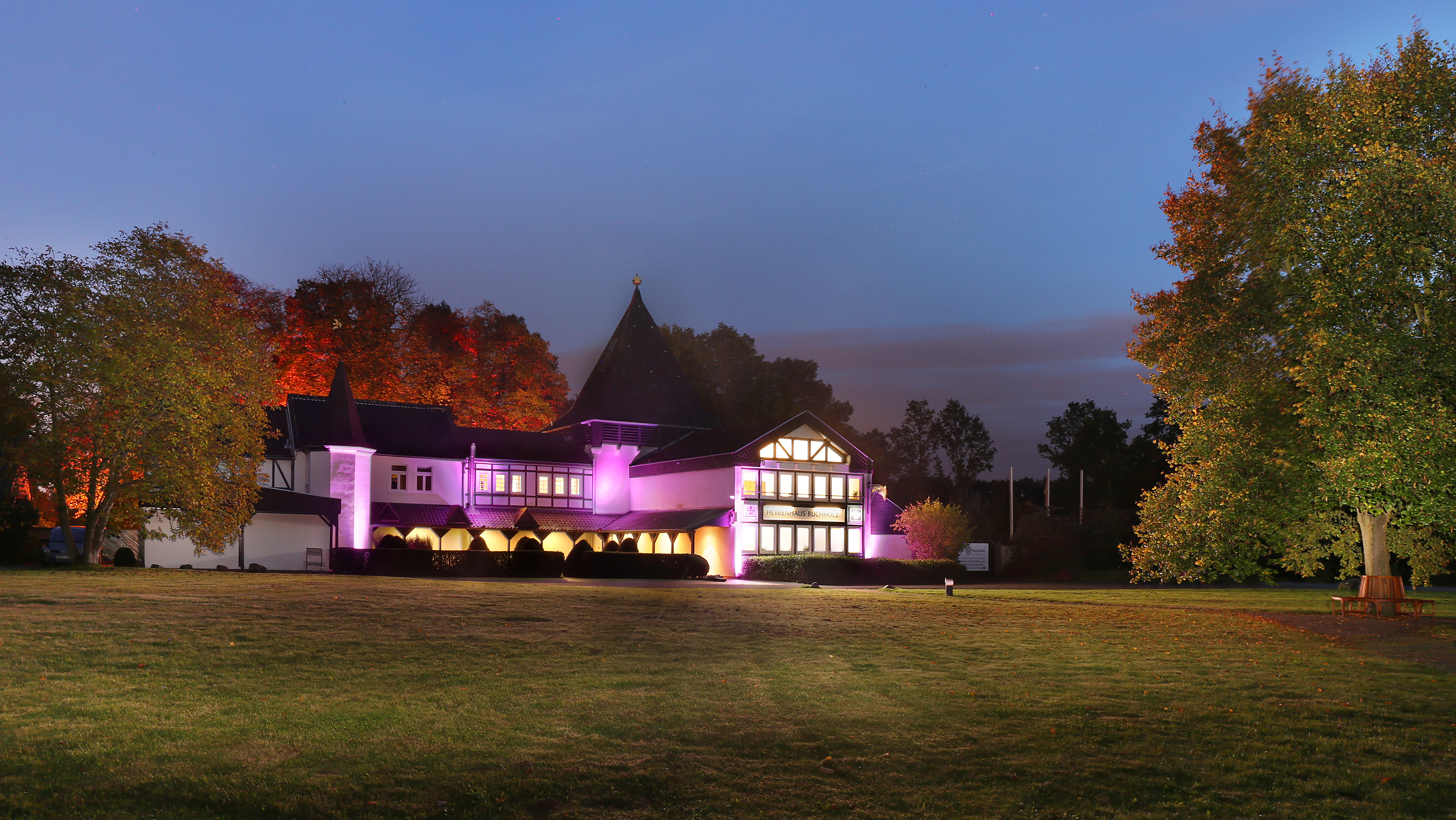
Heutiges Herrenhaus Buchholz bei Nacht

Anfang 2014 wurde das Gebäude nach umfangreichen Renovierungsmaßnahmen neu eröffnet. Seit 2014 befindet sich hier eine offizielle Außenstelle des Standesamts Alfter.

## Architektur

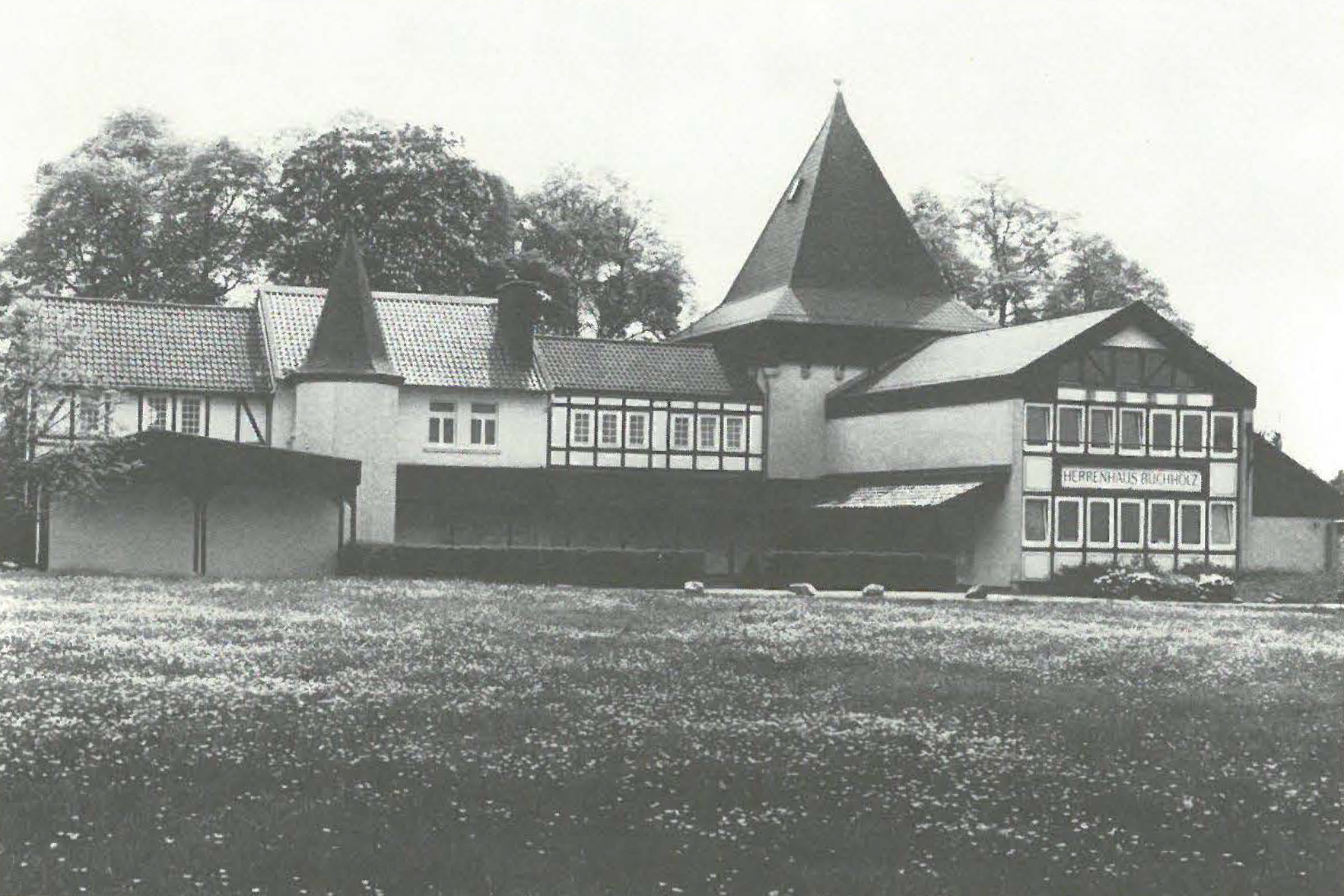
Herrenhaus Buchholz 1977

Das heutige Herrenhaus Buchholz vereint Gebäude aus mehreren Jahrhunderten:
- ein Fachwerkhaus aus dem Jahre 1858[2]
- die Erweiterungsbauten aus den Anfängen des 20. Jahrhunderts und
- den in den 1970er Jahren hinzugekommenen Glockenturm.[2]

Bei den Erweiterungen in den 1970er Jahren wurden alle Gebäudeteile zu einem organischen Gefüge vereinigt, wobei jedes Gebäudeteil seine historische Eigenart beibehalten sollte. Der Glockenturm war ein markantes Merkmal des Herrenhaus Buchholz. Er beherbergte eine Glocke, die zu Hochzeiten geläutet wurde.
Bei den Renovierungen im Jahr 2014 wurde das äußere Erscheinungsbild fast unangetastet gelassen.